# Henri-François Riesener
Pour les articles homonymes, voir Riesener.
Henri-François Riesener, né le 19 octobre 1767 à Paris où il est mort le 7 février 1828, est un peintre portraitiste français. 
Il est le fils de l'ébéniste d'origine allemande, Jean-Henri Riesener (1734-1806) et de Françoise-Marguerite Vandercruse (veuve de l'ébéniste Oeben), et le père du peintre romantique Léon Riesener (1808-1878).

## Biographie
Henri-François Riesener se forme à la technique de la miniature auprès d'Antoine Vestier, avant de rejoindre les ateliers de François-André Vincent et de Jacques Louis David.
Sa première exposition de portraits au Salon date de 1793, période à laquelle il rejoint l’armée et interrompt par conséquent sa carrière artistique pendant cinq ans.  
De retour des armées, il entame une carrière de portraitiste et de miniaturiste. Sous l’influence de David, il devient l’un des portraitistes les plus recherchés par les personnages importants de l’Empire et réalise même un Portrait en pied de l’Impératrice Joséphine en 1806 (Rueil-Malmaison, Musée national des châteaux de Malmaison et Bois-Préau) et de son fils Eugène de Beauharnais. Il aurait fait également cinquante copies de son portrait original de Napoléon Ier, dessiné pendant un déjeuner. Pour le portrait de sa femme et de sa belle-sœur (Portrait en pied d’une dame et de sa sœur, Orléans, Musée des Beaux-arts), le peintre obtient la médaille d’or frappée à l’effigie de l’Empereur en 1814. 
Avec la chute de l'Empire, les commandes se raréfiant, il laisse sa femme et son fils à Paris et part pour la Russie en 1815. Il y reste sept ans, séjournant à Moscou (1816-1823), Saint-Pétersbourg et Varsovie. À Varsovie, il bénéficie de la protection du Grand Duc Constantin Pavlovitch pour lequel il avait réalisé le portrait de sa maîtresse Joséphine Friedrichs (1808-1857) en 1813 (Saint-Pétersbourg, Musée de l’Ermitage). Il peint toutes les célébrités de l'aristocratie et exécute, avec Jacques François Joseph Swebach-Desfontaines, un portrait équestre du tsar Alexandre. 

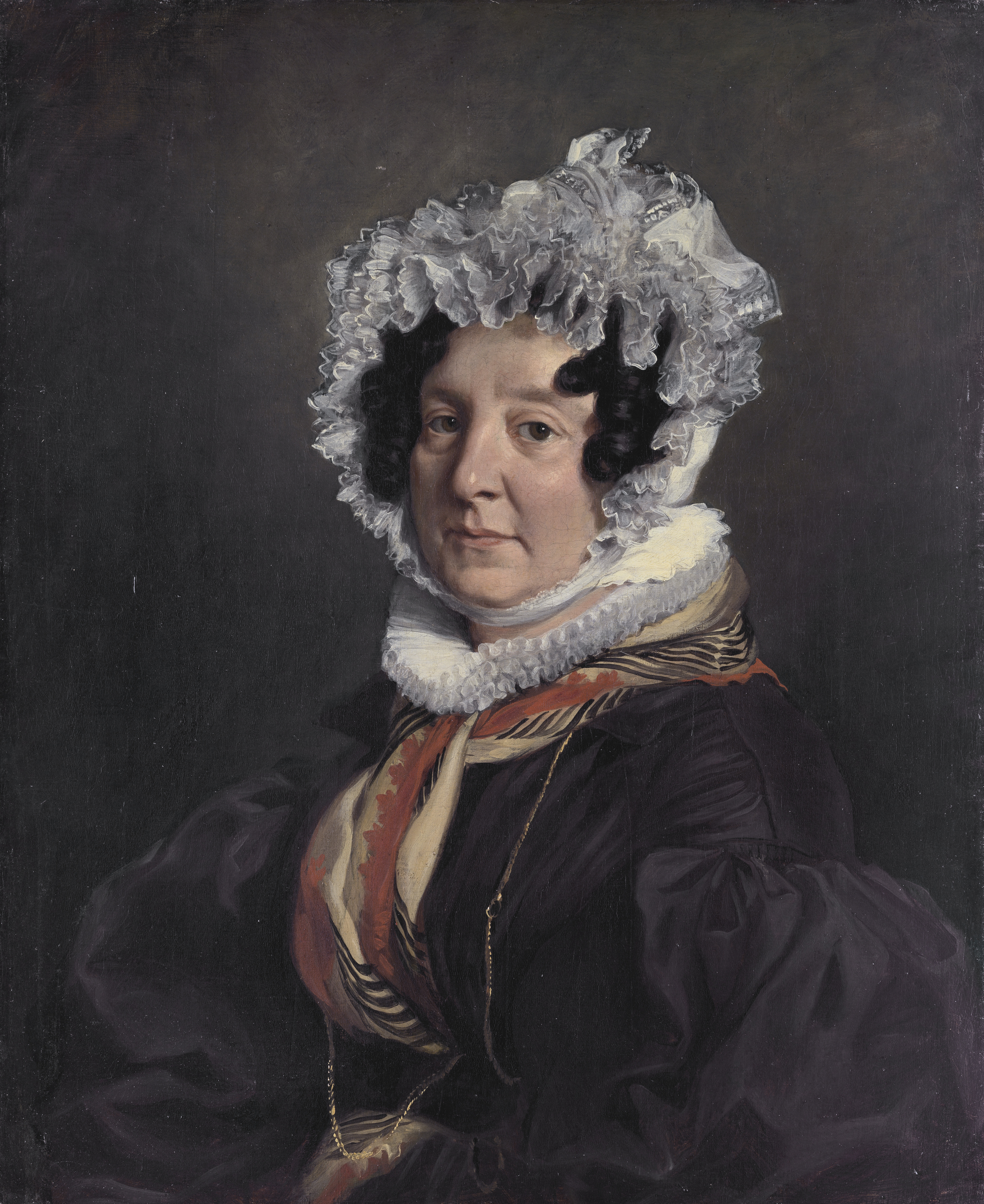
Madame Henri-François Riesener
(Félicité Longrois, 1786–1847)
Eugène Delacroix, 1835
Metropolitan Museum, New York

À son retour en France fin 1822, Henri-François Riesener donne ses premières leçons de dessin à son fils Léon, et le fait entrer dans l'atelier du baron Gros, puis il dirige son neveu, Eugène Delacroix, vers l'atelier de Pierre-Narcisse Guérin. Il acquiert une maison de campagne à Frépillon (Val d'Oise) et fait don à la commune du village de son seul tableau religieux connu, une représentation de saint Nicolas et les trois enfants.  
Il immortalise également les artistes de l'Opéra-Comique et réalise un portrait du bronzier André-Antoine Ravrio, son cousin, aujourd'hui conservé au musée du Louvre.
Henri-François Riesener meurt des suites d'une infection à Paris en 1828. 
Alexis Bordes, et  des historiens d'art élaborent actuellement le catalogue raisonné de son œuvre.

## Œuvres dans les collections publiques
- Portrait du peintre Maurice Quays (1797-1799), musée du Louvre, Paris
- Portrait du colonel baron Charles Claude Jacquinot en tenue de chasseur à cheval de la garde impériale, musée de l'armée, Paris
- Portrait d'André-Antoine Ravrio, bronzier de l'empereur Napoléon (1812), musée du Louvre, Paris
- Autoportrait de l'artiste, musée du Louvre, Paris
- Portrait d'Anne-Louise Félicité Longroy et de sa sœur Adélaïde Longroy (1808), musée des Beaux-Arts, Orléans
- Portrait de Bazinet, maître d'hôtel de la reine Hortense, musée national des châteaux de Malmaison et de Bois-Préau, Rueil-Malmaison
- Portrait en pied de l'impératrice Joséphine, musée national des châteaux de Malmaison et de Bois-Préau, Rueil-Malmaison
- Portrait de Joséphine Friedrichs (1813), musée de l'Ermitage, Saint-Pétersbourg
- Portrait de Peotr Lachinov (1816-1821), musée de l'Ermitage, Saint-Pétersbourg
- Portrait de S. P. Apraksina (1818), musée de l'Ermitage, Saint-Pétersbourg
- Portrait de la princesse Dolgoroukaya, musée Pouchkine, Moscou
- Portrait d'une Lady (1818), Hood Museum of Art, New-Hampshire
- Portrait de Louise-Rosalie Dugazon, chanteuse de l'Opéra-Comique, musée Carnavalet, Paris
- Portrait présumé de Mlle George (v.1823 / 1828), huile sur toile, 81.2 x 64.5 cm, musée des Beaux-Arts de Dijon, Dijon
- Étude de jeune garçon assis, huile sur toile, 80 x 63 cm, legs d'Albert Pomme de Mirimonde à la RMN, affecté au musée de Gray, Gray (Haute-Saône), musée Baron-Martin
- Portrait du colonel Hubert de la Huberdière (vers 1812), musée des beaux-arts de Bernay
- Harpiste et chanteuse ou Portrait de Mlles de Lihu : Mme Bonnet chantant et Mme Jean-Baptiste Labadye[5] jouant de la harpe, musée de la Musique, Paris.

## Œuvres dans les collections privées
- Portrait de Madame de SEPTEUIL[6] (1815), Fondation Alexandre Vassiliev

## Galerie

Œuvres d'Henri-François Riesener
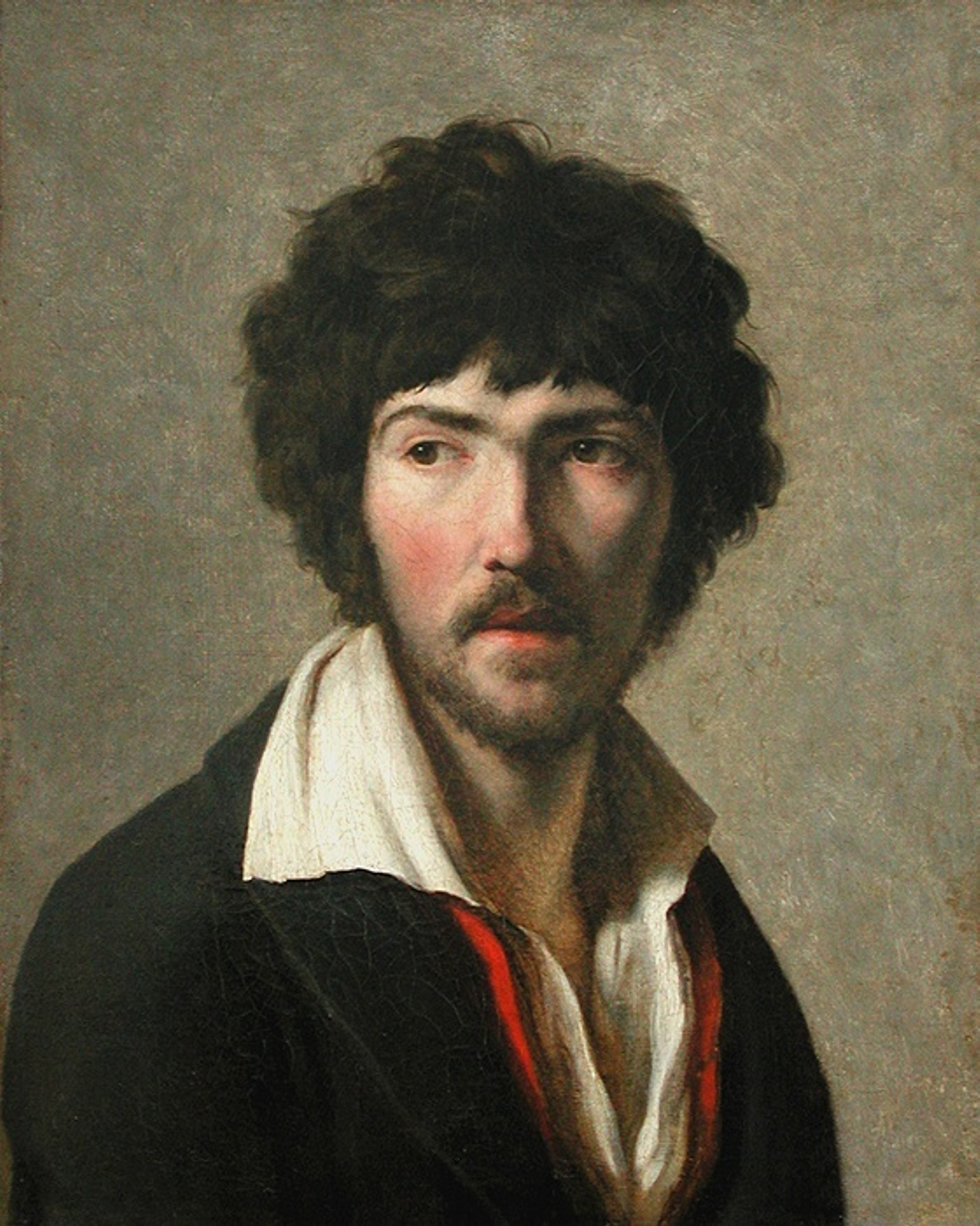
Portrait de Maurice Quay (1797-1799), Paris, musée du Louvre.
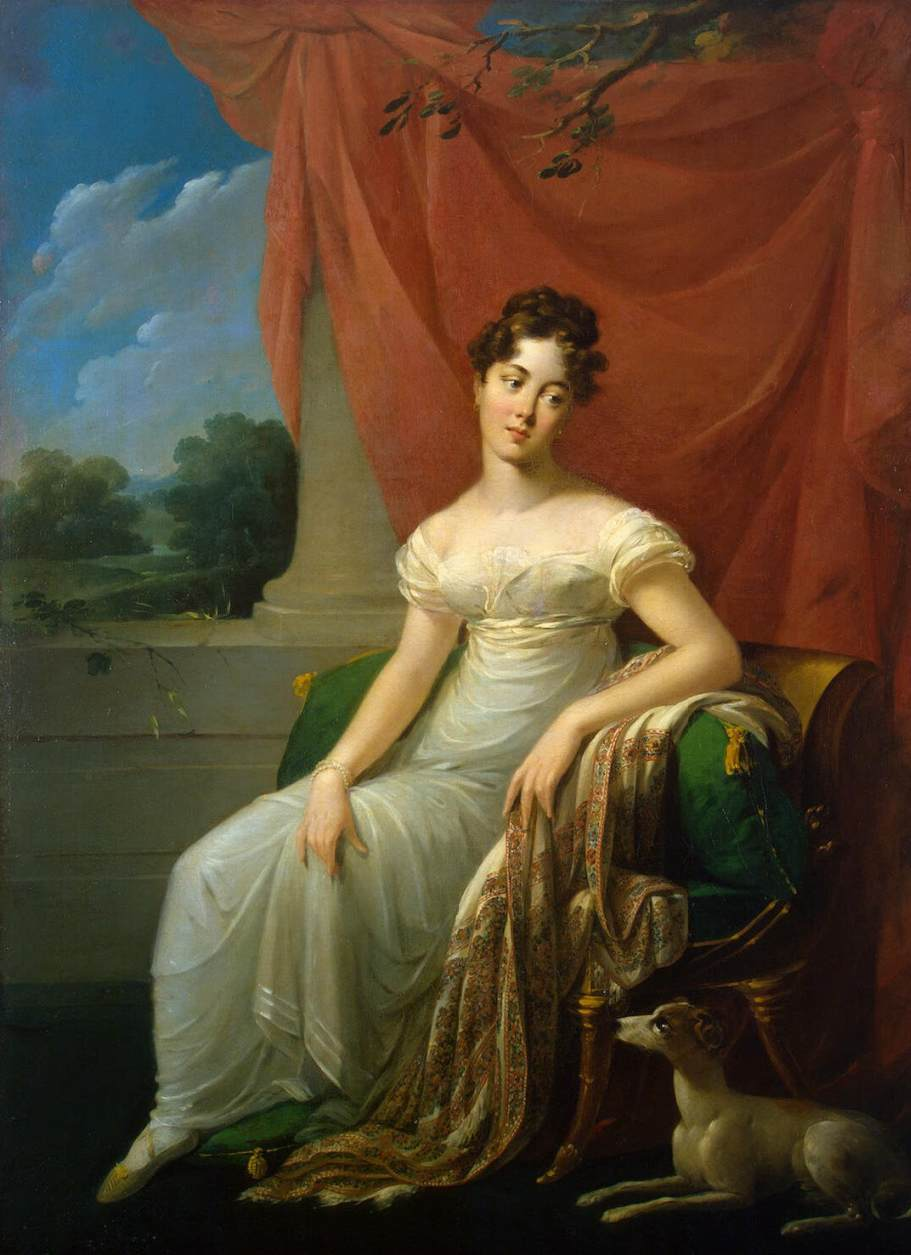
Portrait de Sofia Apraxina (1818-1819), Saint-Pétersbourg, musée de l'Ermitage.
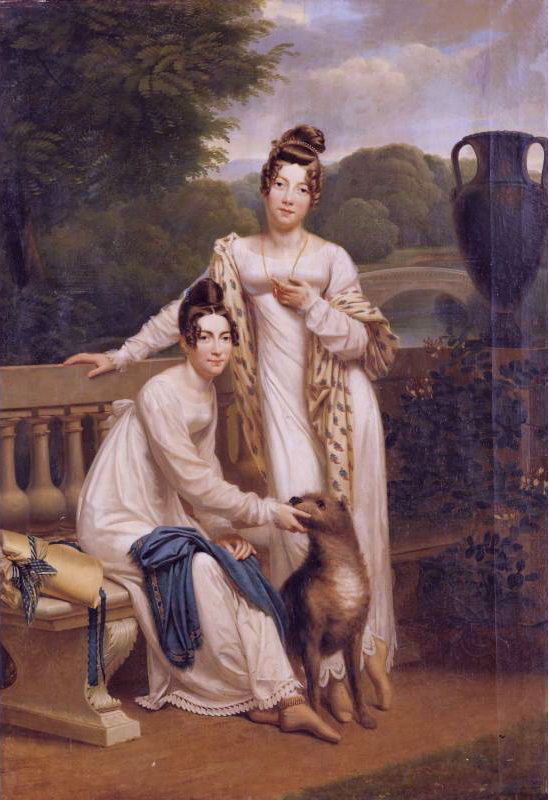
Portrait de Demoiselles de Balleroy dans un paysage avec un chien (1805-1815)[7], Columbia Museum of Art.
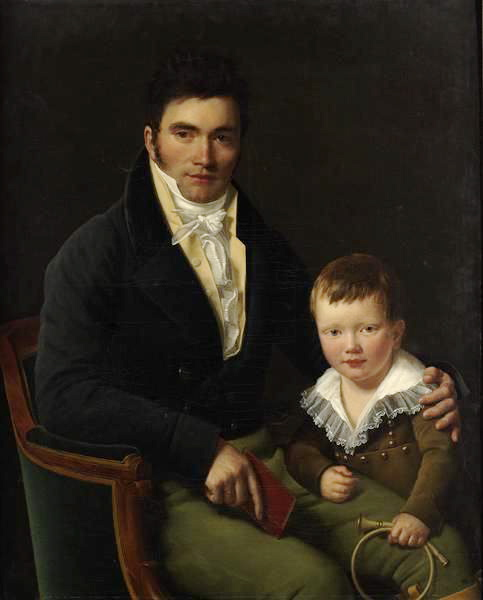
Portrait d'un membre de la famille Barbet et de son fils, musée des beaux-arts de Rouen.
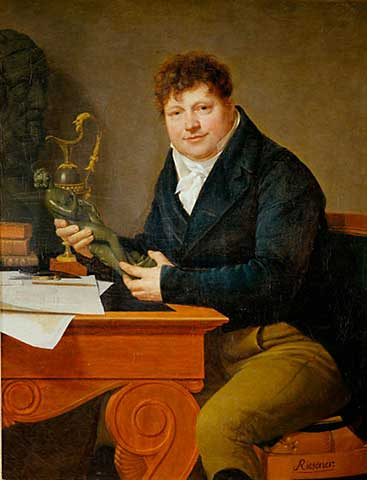
Portrait d'André-Antoine Ravrio, Paris, musée du Louvre.
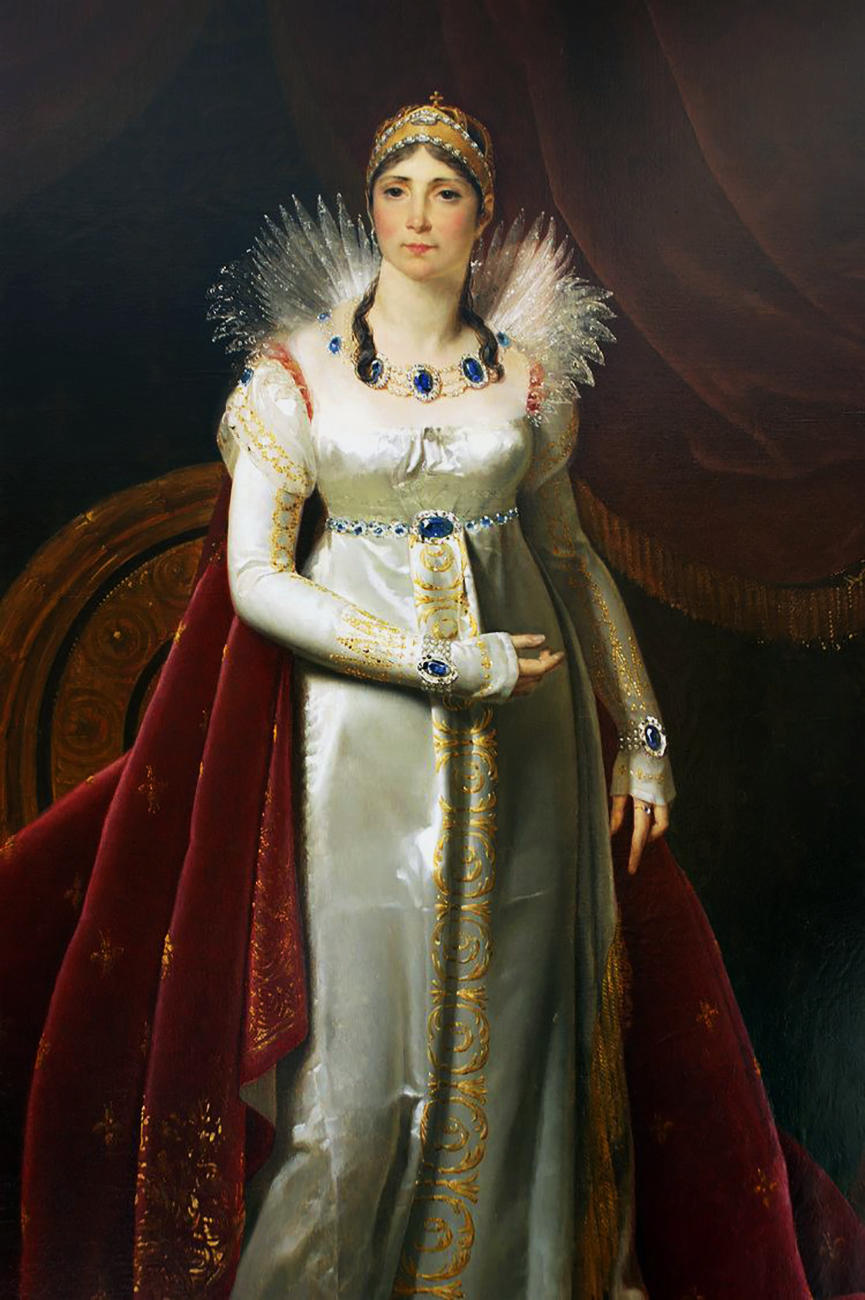
Portrait de Joséphine de Beauharnais, Rueil-Malmaison, château de Malmaison.